# لا پالما (آریزونا)
لا پالما (به انگلیسی: La Palma) یک منطقهٔ مسکونی در ایالات متحده آمریکا است که در آریزونا واقع شده‌است. لا پالما ۴۵۰ متر بالاتر از سطح دریا واقع شده‌است.